# Lijst van loges in Hasselt
Deze lijst van loges in Hasselt betreft zowel nog bestaande als historische loges uit de vrijmetselarij en de para-maçonnerie.
Alle hier vermelde loges zijn actief, tenzij anders vermeld.

## Vrijmetselarij

### Reguliere Grootloge van België
De R.G.L.B. is sinds april 2011 ook in Hasselt actief met haar werkplaats:
- loge nummer 53 : De Graankorrel (2011) - Nederlandstalig

### Soevereine loge Non Placet
Er is een wilde/ongestructureerde loge actief vanuit werkplaats Westpunt, voorheen Concordia en Vogelsanck.
- Non Placet Hasselt (2004) - Nederlandstalig.

### Grootoosten van België
Het G.O.B. kent 1 actieve loge die het tempelgebouw, gelegen Crutzenstraat 22 te 3500 Hasselt, gebruikt:
- loge nummer ... : Tijl Uilenspiegel (1964) - Nederlandstalig

### Belgische federatie Le Droit Humain
Het D.H. kent één actieve loge die het tempelgebouw, gelegen Crutzenstraat 22 te 3500 Hasselt, gebruikt:
- loge nummer ... : Het Daghet (XXXX)

### Grootloge van België
De G.L.B. kent 2 actieve loges waarvan een het tempelgebouw, gelegen Crutzenstraat 22 te 3500 Hasselt, gebruikt:
- loge nummer 14 : La Tolérance (XXXX)

de tweede werkt in het tempelgebouw, gelegen TT-wijk te 3500 Hasselt
- loge nummer 67 :  Hart en Rede (XXXX)

### Belgische Opperraad van de Aloude en Aangenomen Schotse Ritus
De Opperraad kent één actieve werkplaats :
- perfectieloge en soeverein kapittel nº ... : ... (XXXX) - Nederlandstalig

## Para-Maçonnerie

### Lectorium Rosicrucianum
- Lectorium Rosicrucianum Hasselt (Kunstlaan 5)

Vrijmetselarij · Beginselen · Geschiedenis · Symbolen · Vrijmetselaarsloge · Ordegrondwet · Obediëntie · Regulariteit en irregulariteit · Ritus · Graden · Grootmeester · Gemengde vrijmetselarij · Para-vrijmetselarij · Antivrijmetselarij · Vrijmetselarij in Nederland · Vrijmetselarij in België · Internationale vrijmetselarij
>>> Meer info op Portaal:Vrijmetselarij <<<